# 고팔간지구

방글라데시 고팔간지구

고팔간지구(벵골어: গোপালগঞ্জ জেলা)는 방글라데시 다카주의 행정 구역이다. 면적은 1,490km2이고 인구는 1,172,415명이다. 이 지역의 주요 도시는 고팔간지라고도 불린다. 마두마티강에 위치하고 있으며 23°00'47.67'N 89°49'21.41'에 위치해 있다. 북쪽으로는 파리드푸르구, 남쪽으로는 피로지푸르구와 바게르하트구, 동쪽으로는 마다리푸르구와 바리살구, 서쪽으로는 나라일구와 접한다.
고팔간지구는 5개의 세부 행정구로 나뉜다.
고팔간지구 부청장실은 총리실의 '정보 접근' 프로그램에 따라 지역의 포털 사이트를 www.gopalganj.gov.bd로 개발했다. 이는 현 정부의 디지털 방글라데시 이행 개념에 따라 이뤄졌다.

## 역사
1800년 콜카타 잔바자르의 프레티람 다스가 19,000 타카에 달하는 마키푸르 포르고나(오늘날의 고팔간지 지역)를 매입하여 포르고나의 지주가 되었다. 프리티람 다스의 둘째 아들인 바부 라자찬드라 다스는 1804년 4월 4일 마히시야 가문의 라니 라스모니와 결혼했다. 라자찬드라는 1836년 6월 9일 49세의 나이로 사망했다. 라니 라스모니의 장녀 파드마모니는 람찬드라와 결혼하여 마헨드라나트, 가네쉬찬드라 등 7명의 자녀를 낳았다. 파드마모니와 람찬드라의 장남 마헨드라나트는 요절했고 가네쉬찬드라(차남)가 영지의 지주가 되었다. 라니 라스모니에 경의를 표하기 위해, 카트라 지역의 소작인들은 라지간지 바자르의 이름을 가네쉬찬드라의 아들이자 라니 라스모니의 증손자인 나보 고팔의 이름을 따서 고팔간지(나보 고팔에서 고팔, 란즈간지에서 간지)로 바꾸었다.

## 기후
| Gopalganj의 기후         | Gopalganj의 기후 | Gopalganj의 기후 | Gopalganj의 기후 | Gopalganj의 기후 | Gopalganj의 기후 | Gopalganj의 기후 | Gopalganj의 기후 | Gopalganj의 기후 | Gopalganj의 기후 | Gopalganj의 기후 | Gopalganj의 기후 | Gopalganj의 기후 | Gopalganj의 기후 |
| 월                       | 1월              | 2월              | 3월              | 4월              | 5월              | 6월              | 7월              | 8월              | 9월              | 10월             | 11월             | 12월             | 연간             |
| ------------------------ | ---------------- | ---------------- | ---------------- | ---------------- | ---------------- | ---------------- | ---------------- | ---------------- | ---------------- | ---------------- | ---------------- | ---------------- | ---------------- |
| 일평균 최고 기온 °C (°F) | 25.7 (78.3)      | 28.6 (83.5)      | 33 (91)          | 34.4 (93.9)      | 34.4 (93.9)      | 32 (90)          | 31.1 (88.0)      | 31.1 (88.0)      | 31.7 (89.1)      | 31.4 (88.5)      | 29.2 (84.6)      | 26.2 (79.2)      | 30.7 (87.3)      |
| 일평균 최저 기온 °C (°F) | 11.9 (53.4)      | 14.4 (57.9)      | 19.5 (67.1)      | 23.3 (73.9)      | 24.8 (76.6)      | 25.5 (77.9)      | 25.6 (78.1)      | 25.8 (78.4)      | 25.6 (78.1)      | 23.8 (74.8)      | 18.5 (65.3)      | 13.3 (55.9)      | 21.0 (69.8)      |
| 평균 강수량 mm (인치)    | 10 (0.4)         | 21 (0.8)         | 46 (1.8)         | 102 (4.0)        | 202 (8.0)        | 343 (13.5)       | 351 (13.8)       | 313 (12.3)       | 236 (9.3)        | 147 (5.8)        | 30 (1.2)         | 8 (0.3)          | 1,809 (71.2)     |
| 출처:                    |                  |                  |                  |                  |                  |                  |                  |                  |                  |                  |                  |                  |                  |

## 인구
2011년 방글라데시 인구 조사에 따르면, 고팔간지구의 인구는 1,172,415명이며, 이 중 577,868명은 남성이고 594,547명은 여성이다. 농촌 인구는 104만 3,710명(89.02%), 도시 인구는 12만 8,705명(10.98%)이었다. 고팔간지구의 문맹률은 58.09%로 남성 60.30%, 여성 55.98%였다.